# Bernhard Schmitt (Fotograf)
Bernhard Schmitt (* 29. Januar 1955 in Karlsruhe; † 13. Januar 2018) war ein deutscher Fotograf, der auch unter dem Pseudonym ONUK bekannt war.

## Leben und Wirken
Schmitt studierte Geschichte, Soziologie und Politologie mit dem Abschluss als Magister artium im Fach Geschichte. Nachdem er zunächst im Kulturmanagement gearbeitet hatte, war er seit 1994 als freier Fotograf tätig. Im Jahr 2014 erfolgte seine Berufung zum Dozenten an die Europäische Medien- und Event-Akademie gGmbH. Seit 2015 war er Mitglied im Bezirksverband Bildender Künstler (BBK) Karlsruhe.
Schwerpunkte seiner künstlerischen Tätigkeit waren Dokumentationen, Kunstfotografie sowie PR- und Werbung für Unternehmen und öffentliche Institutionen, Museen, darunter unter anderem das Zentrum für Kunst und Medientechnologie (ZKM), das Badische Landesmuseum, die Städtische Galerie Karlsruhe und das Fraunhofer-Institut ICT. Seine Fotografien erschienen unter anderem in den Zeitschriften Der Spiegel, Amica und Wiener.
Bernhard Schmitt starb im Januar 2018 nach kurzer schwerer Krankheit.

## Ausstellungen (Auswahl)

### Einzelausstellungen
- 1996: Museum für Literatur am Oberrhein, Karlsruhe[2]
- 2000: Stadtmuseum, Crailsheim[5]
- 2000: Goethe-Institut, Nancy (Frankreich)[5]
- 2001: Frauen-Fotografien. Goethe-Institut, Bangkok (Thailand)[3]
- 2001: Chulalongkorn-Universität, Bangkok[5]
- 2002: Rathaus Bretten[5]
- 2003: Rathaus Halle (Saale)[5]
- 2004: Rathaus, Timisoara (Rumänien)

- 2005: Stadtmuseum, Crailsheim[3][5]
- 2005: Rathaus Bruchsal[5]
- 2006: Kunstverein Neckar-Odenwald, Buchen
- 2009: Humboldt-Vereinigung, Guatemala-Stadt
- 2013: Participation Citoyenne: Le Cas Stuttgart 21, Goethe-Institut Nancy
- 2018: ONUK: temporär, ZKM, Karlsruhe[6]

### Gemeinschaftsausstellungen
- 1999: Kulturhaus Osterfeld, Pforzheim[5]
- 1999: Theater im Pfalzbau, Ludwigshafen[5]
- 2003, 2004, Badischer Kunstverein, Karlsruhe
- 2005: Goethe-Institut, Nancy[5]
- 2005: Stuttgarter Fotosommer[5]
- 2006: Kulturzentrum, Lublin[5]
- 2008: Städtische Galerie, Rastatt
- 2010, 2013, 2017: Badischer Kunstverein, Karlsruhe

## Preise
- 2015: 1. Preis für die Gemeinschaftsarbeit mit Markus Jäger im „BRITA Kunstpreis“-Wettbewerb[7]
- 2015: Ideenwettbewerb 300. Stadtjubiläum Karlsruhe 2015, Gewinner mit dem Projekt „Karlsruhe erwacht“ und Gewinner mit dem Gemeinschaftsprojekt „110.000 Tage Karlsruhe“[8]

## Veröffentlichungen (Auswahl)

### Eigene Veröffentlichungen
- Hälfte des Lebens. Frauen um 40. Info-Verlagsgesellschaft, Karlsruhe 1996, ISBN 3-88190-202-3.
- Lebensstufen. Frauen um zwanzig und siebzig. Info-Verlag, Karlsruhe 1999, ISBN 3-88190-238-4.
- Laos. Info-Verlag, Karlsruhe 2001, ISBN 3-88190-258-9.
- Ankunft einer Generation. Integrationsgeschichten von Spätaussiedlern. Hrsg. Lena Khuen-Belasi/Internationaler Bund, Texte: L. Khuen-Belasi u. a., Info-Verlag, Karlsruhe 2003, ISBN 3-88190-313-5.
- Karlsruhe. Architektur im Blick. Hrsg.: Annette Ludwig, Hansgeorg Schmidt-Bergmann, Bernhard Schmitt. Röser-Verlag, Karlsruhe 2005, ISBN 3-9805361-2-2.
- Stadtlandschaften. Text: Peter Weibel, Info-Verlag Karlsruhe 2005, ISBN 3-88190-410-7.
- Daheim in fremden Ländern. Frauen stellen sich vor. Texte: G. Strecker u. a., Info-Verlag, Karlsruhe 2001, ISBN 3-88190-271-6.
- Neue Rhythmen am Rhein. Frauen aus Lateinamerika. Texte: Gun Strecker, Elisabeth Schraut, Info-Verlag, Karlsruhe 2007, ISBN 978-3-88190-472-8.
- Von der Pfandleihe zum Stadtarchiv. Hrsg. Ernst Otto Bräunche, Peter Eisemann, Gerhard Kabierske, Bernhard Schmitt, Info-Verlag, Karlsruhe 2013, ISBN 978-3-88190-738-5.
- Temporär. Fotografien von ONUK Bernhard Schmitt. Hrsg. Thomas Lindemann, Lindemanns Bibliothek Bd. 227, Info Verlag Karlsruhe, 2015, ISBN 978-3-88190-805-4.

### Beteiligungen
- Karlsruhe. Portrait der badischen Fächerstadt. Text: Ulrich Hartmann. Röser Verlag, Karlsruhe 1999, ISBN 3-9805361-1-4.
- Karlsruhe. Bilder der Fächerstadt. Text: Michael Hübl. Karlsruhe 2006, ISBN 3-7650-8342-9.
- Das Tullabad. Mit Peter Bastian, Anke Mührenberg. Info-Verlag, Karlsruhe 2008, ISBN 978-3-88190-508-4.
- Fabian Müller: Beleuchtung im Freiraum. Deutsche Verlagsanstalt, München 2010, ISBN 978-3-421-03802-9.
- mit Yps Knauber: Durlach. Ansichten und Einblicke. Verlag Braun, Leinfelden-Echterdingen 2012, ISBN 978-3-7650-8559-8.
- Blütenträume für zu Hause. Hrsg.: Jan Thorbecke Verlag/SWR-Fernsehen, Ostfildern 2013, ISBN 978-3-7995-0770-7.
- Talent Leidenschaft Anerkennung. Karlsruher Potenziale in Wissenschaft und Kultur. Hrsg.: C. Böckelmann, T. Hoyer, G. Weigand. Info-Verlag, Karlsruhe 2013, ISBN 978-3-88190-727-9.
- Karlsruher Sommermärchen. Die Fächerstadt feiert 300. Geburtstag. Hrsg.: K. M. Baur, Verlag Badische Neueste Nachrichten Badendruck GmbH, Karlsruhe 2015, ISBN 978-3-00-051143-1.